# Płocice Wielkie
Płocice Wielkie – śródleśne jezioro wytopiskowe, położone w województwie pomorskim w powiecie kościerskim, w gminie Kościerzyna, w mezoregionie Bory Tucholskie, leżące na zachód od Jeziora Sudomie.

## Hydronimia
Według urzędowego spisu opracowanego przez Komisję Nazw Miejscowości i Obiektów Fizjograficznych (KNMiOF) opublikowanego przez Główny Urząd Geodezji i Kartografii (GUGiK) i udostępnionego na stronach Komisja Standaryzacji Nazw Geograficznych (KSNG) nazwa tego jeziora to Płocice Wielkie. W różnych publikacjach i na mapach topograficznych jezioro to występuje pod nazwą Wielkie Płocice.

## Dane morfometryczne
Powierzchnia zwierciadła wody według różnych źródeł wynosi od 5,7 ha do 6,54 ha.